# Очаково II
Оча́ково II — бывшая товарная железнодорожная станция в Москве, в районе Раменки, к северу от Мичуринского проспекта, существовала с 1958 по 2006 год.
Ранее обслуживала предприятия в районе Винницкой улицы, а также бетонный завод, находившийся между проспектами Вернадского, Мичуринским и Ломоносовским. Подъездной путь на АО «Бетон» проходил за Мосфильмовской улицей, затем пересекал Мичуринский проспект в районе площади Индиры Ганди и заходил на территорию промзоны Раменки. В дальнейшем путь разветвлялся: одна часть представляла собой станцию бетонного завода с полуофициальным названием «Ленгоры», вторая доходила до станции метро «Университет». Южный подъездной путь, идущий от станции Очаково, обслуживал закрытые военные предприятия на Винницкой улице. Путь к станции соединялся с Киевским направлением у платформы Матвеевская, однако отдельный путь шёл до станции Очаково, имелся мост через реку Раменку.
В 2002—2004 ввиду закрытия бетонного завода был разобран участок Очаково-2 — Ленгоры — Университет. Так как после закрытия завода обслуживание других предприятий было малорентабельно, станция была закрыта и разобрана. Участок пути к станции Очаково-2 до долины Раменки сохранялся до 2007 года, но никак не использовался. В конце 2007 года основная часть пути от станции Очаково была разобрана, но фрагмент в охраняемой зоне реки Раменки, ставший изолированным от сети, был демонтирован значительно позже. В настоящий момент на месте этого участка развёрнуто строительство эстакады Южного дублёра Кутузовского проспекта.

## Панорама погрузочной эстакады

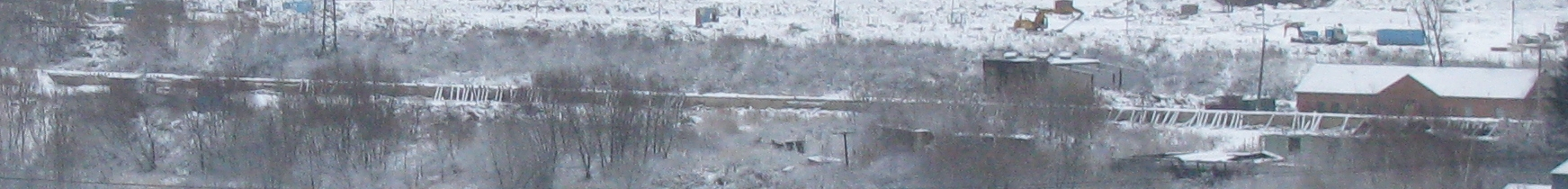
Вид из Матвеевского на уже нефункционирующую станцию (20 ноября 2008)